# Michael Balter
Michael Balter es un periodista científico estadounidense. Sus escritos abarcan principalmente la antropología, la arqueología, la salud mental y el acoso sexual en la ciencia.
Balter fue corresponsal de la revista Science durante más de 25 años, antes de ser polémicamente despedido en 2016. También ha escrito para Scientific American, Audubon , The Verge, LA Weekly, Los Angeles Times y la revista Los Angeles, y ha enseñado periodismo en la Universidad de Nueva York, la Universidad de Boston y el City College de Nueva York.

## Educación y carrera temprana
Nacido en las Islas Aleutianas de Alaska, Balter creció en Los Ángeles y estudió en la Universidad de California en Los Ángeles y en la Universidad Estatal de San José. Obtuvo su maestría en biología en UCLA en 1977. Como estudiante, Balter participó en la política de extrema izquierda y especialmente en el movimiento que se oponía a la guerra de Vietnam. Fue reclutado por el ejército de los EE. UU. y destinado a Fort Ord, donde él y otros miembros del radical Partido Laborista Progresista, que tenía como objetivo "subvertir y destruir [al ejército] desde dentro", intentaron organizar resistencia a la guerra entre los soldados. Fue juzgado dos veces por corte marcial, una vez por distribuir literatura en contra de la guerra, y otra por interrumpir un ejercicio de entrenamiento.
Balter comenzó su carrera periodística escribiendo para periódicos con sede en Los Ángeles, incluidos LA Weekly, Los Angeles Times y la revista Los Angeles. En la década de 1990 se trasladó a París, donde fue corresponsal extranjero para varios periódicos y revistas estadounidenses y comenzó a escribir para la revista Science.

## Periodismo científico
En 2006 Balter publicó su libro La diosa y el toro, el cual describe el sitio arqueológico neolítico de Çatalhöyük en Turquía y las principales excavaciones que han tenido lugar allí desde la década de 1960.  Recibió críticas positivas tanto en revistas populares como en revistas académicas.

### RevistaScience
Balter escribió para Science durante más de 25 años, cubriendo principalmente antropología y arqueología, y fue jefe de su oficina en París entre 1993 y 2002. Su contrato con Science fue rescindido en 2016, poco después de que escribiera un artículo sobre acusaciones de conducta sexual inapropiada contra el antropólogo estadounidense Brian Richmond. Balter afirmó que su despido fue una reacción a este artículo, que fue el motivo de lo que fue descripto como un "tenso y a veces doloroso conflicto tras bambalinas con los editores [de Science ]". También destacó conflictos previos con la revista, incluyendo su ausencia en protesta por el despido de cuatro mujeres y una publicación de blog criticando a Marcia McNutt, entonces editora en jefe de la publicación. La Asociación Estadounidense para el Avance de la Ciencia, la cual publica Science, negó que el artículo sobre Richmond fuera un factor en su decisión de rescindir el contrato de Balter con la revista.

### Informes sobre acoso sexual
Desde que dejó Science, Balter ha trabajado como periodista independiente. Escribe sobre el acoso sexual y el movimiento Me Too en la ciencia, a menudo autopublicando estas historias en su blog. También ha escrito para Scientific American, Audubon y The Verge.
En 2019, escribió sobre las acusaciones de mala conducta contra el paleoantropólogo francés Jean-Jacques Hublin, resultando en un boicot a la conferencia anual de la Sociedad Europea para el Estudio de la Evolución Humana, de la cual Hublin es presidente.  En 2020, Balter fue demandado por difamación por la antropóloga de UC Santa Bárbara, Danielle Kurin, luego de que él denunciara acusaciones de acoso sexual contra ella y su pareja, Enmanuel Gómez Choque.
Balter fue expulsado de la reunión de 2019 de la Sociedad de Arqueología Estadounidense (SAA) después de que él intentó expulsar a David Yesner, un ex-profesor de arqueología que había sido despedido de la Universidad de Alaska Anchorage por "décadas de mala conducta sexual", de la sede de la conferencia. Balter había viajado a la reunión para aparecer en un panel sobre el movimiento Me Too en arqueología. La SAA fue duramente criticada por el incidente.

### Renuncia de la Asociación Nacional de Escritores Científicos
Balter renunció de la Asociación Nacional de Escritores de Ciencia (NASW) en abril de 2021, luego de una denuncia por mala conducta presentada contra él por otros once miembros de la organización. Había sido miembro de la NASW desde 1986. Tras su dimisión, afirmó que el debido proceso de la investigación de la NASW se había visto comprometido y negó los cargos de mala conducta en su contra.[fuente independiente requerida]

## Publicaciones seleccionadas
- Balter, Michael (2005). The Goddess and the Bull: Çatalhöyük – An Archaeological Journey to the Dawn of Civilization. New York, NY: Free Press. ISBN 978-0-7432-4360-5.